# Bangalaia molitor
Bangalaia molitor là một loài bọ cánh cứng trong họ Cerambycidae.